# Where You At
Where You At è un singolo della cantante R&B statunitense Jennifer Hudson, pubblicato l'8 febbraio 2011 dall'etichetta discografica Arista Records.
Il brano è stato scritto e prodotto da Robert Kelly ed è stato il primo singolo estratto dal secondo album dell'artista, I Remember Me.
Il video è stato pubblicato il 21 febbraio successivo.

## Tracce
1. Where You At – 3:49

## Classifiche
| Classifica  | Posizione raggiunta |
| ----------- | ------------------- |
| Stati Uniti | 64                  |